# Subalpine Höhenstufe

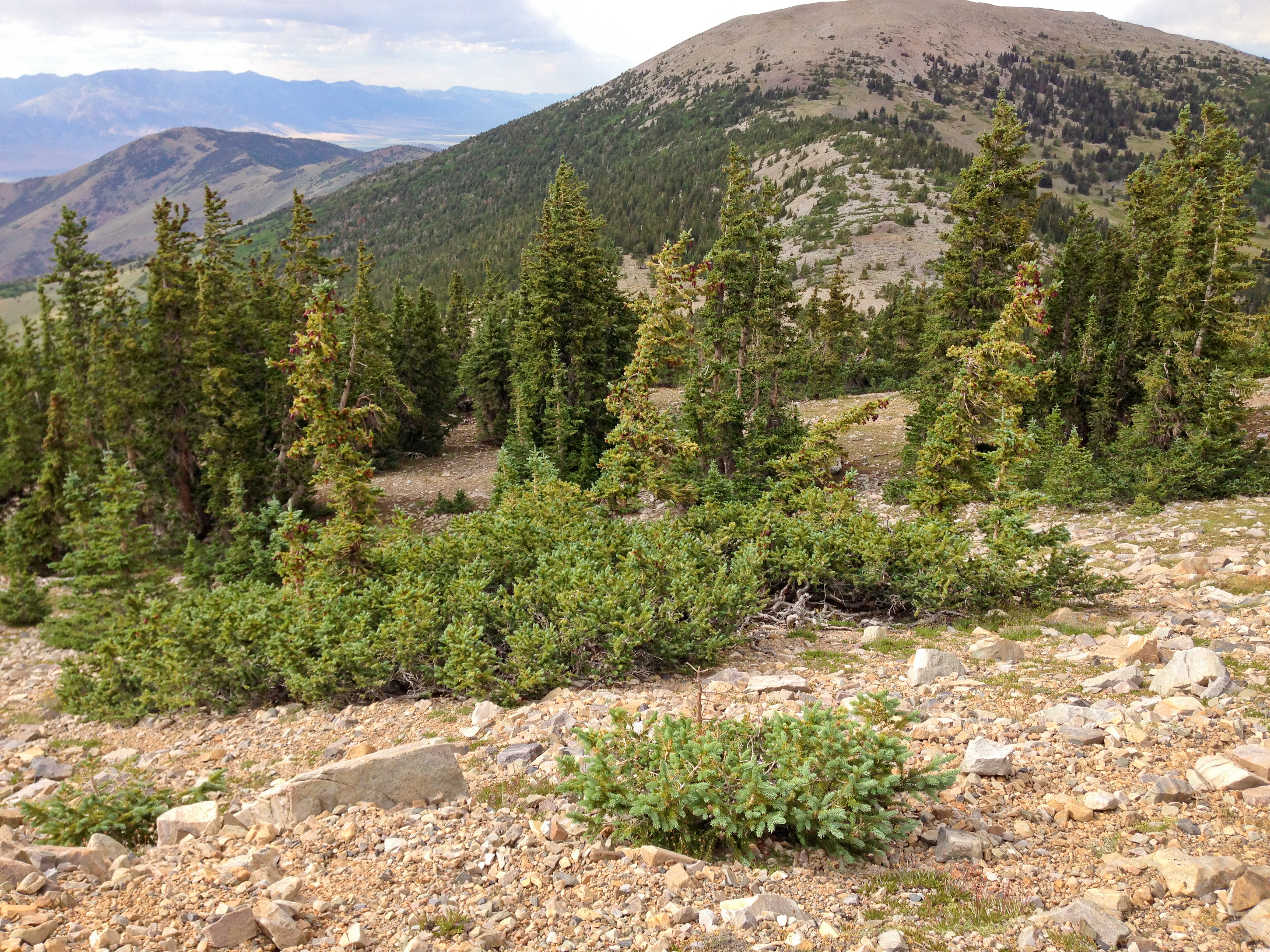
Subalpine Zone am Wheeler Peak (Great-Basin-Nationalpark, USA) mit Engelmann-Fichten – normal gewachsen und als Krummholz

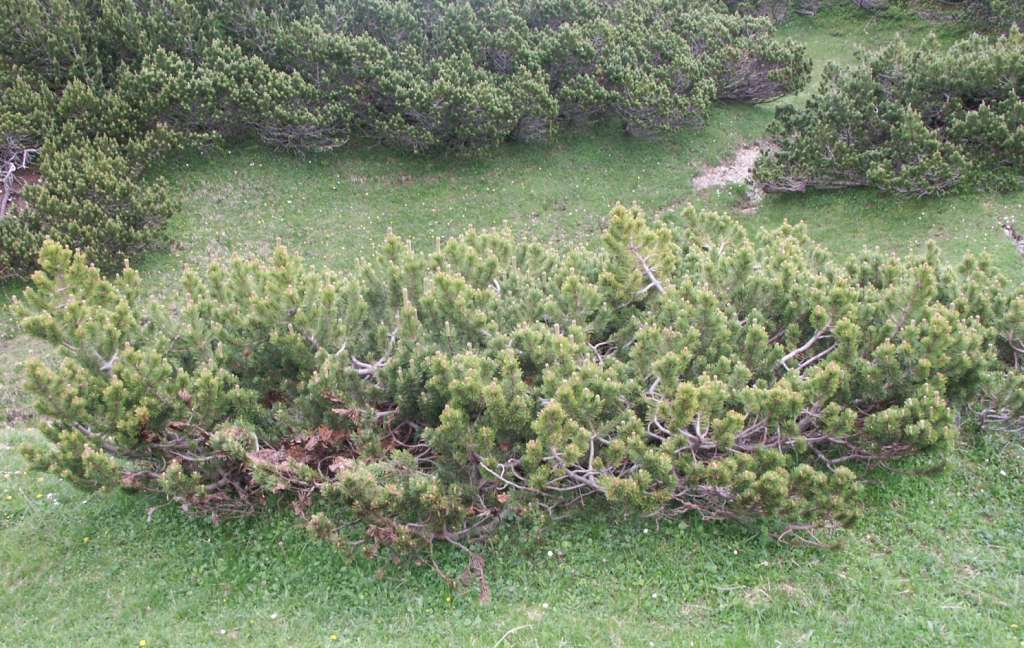
Bergkiefer in der subalpinen Vegetationsstufe der Alpen, nahe der Liezener Hütte auf 1767 m Seehöhe (Gemeinde Wörschach, Steiermark)

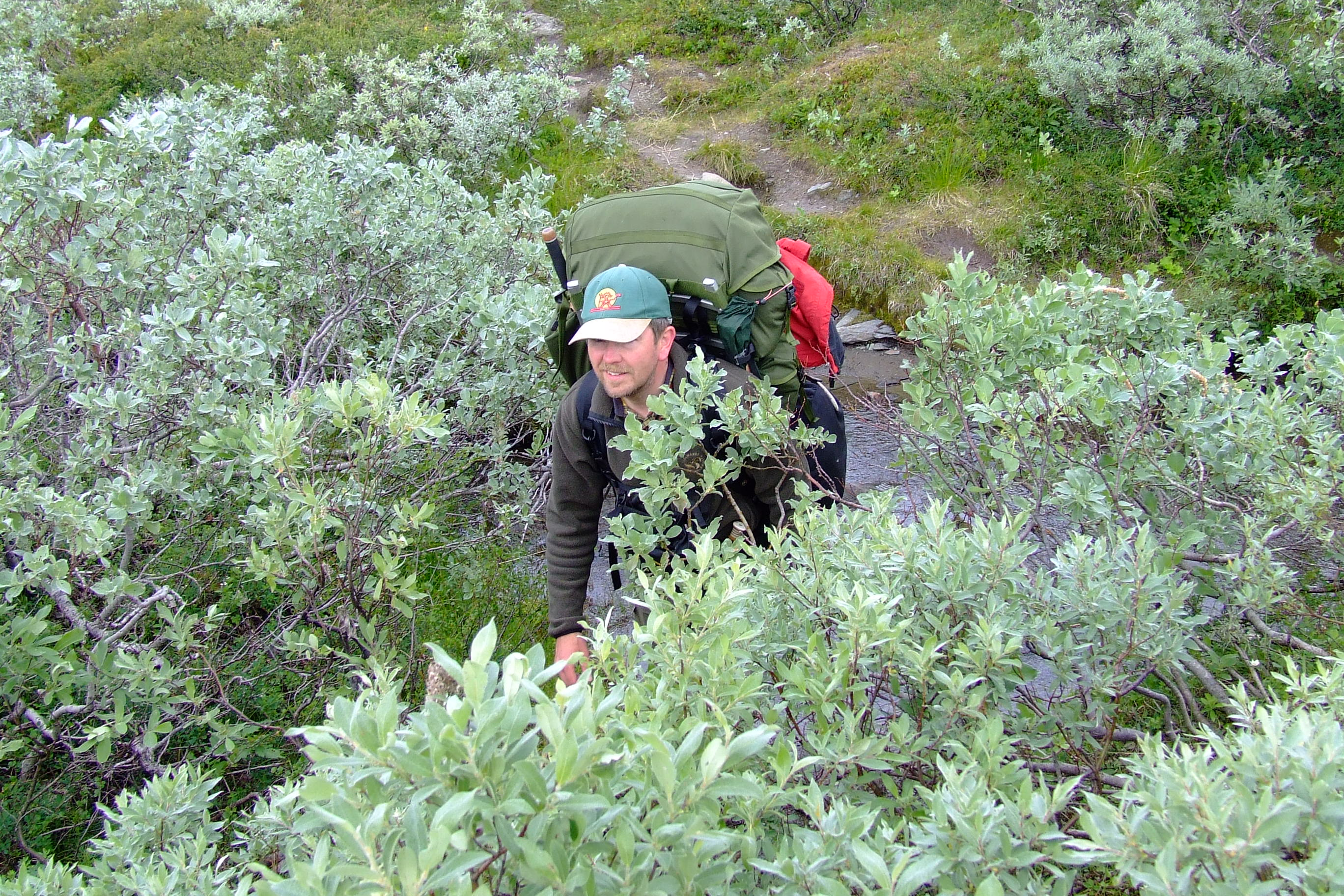
Typisches „Krummholz“ der Skanden: Mannshohe Weidenarten (Salix glauca, Salix lanata, Salix phylicifolia und einige mehr)

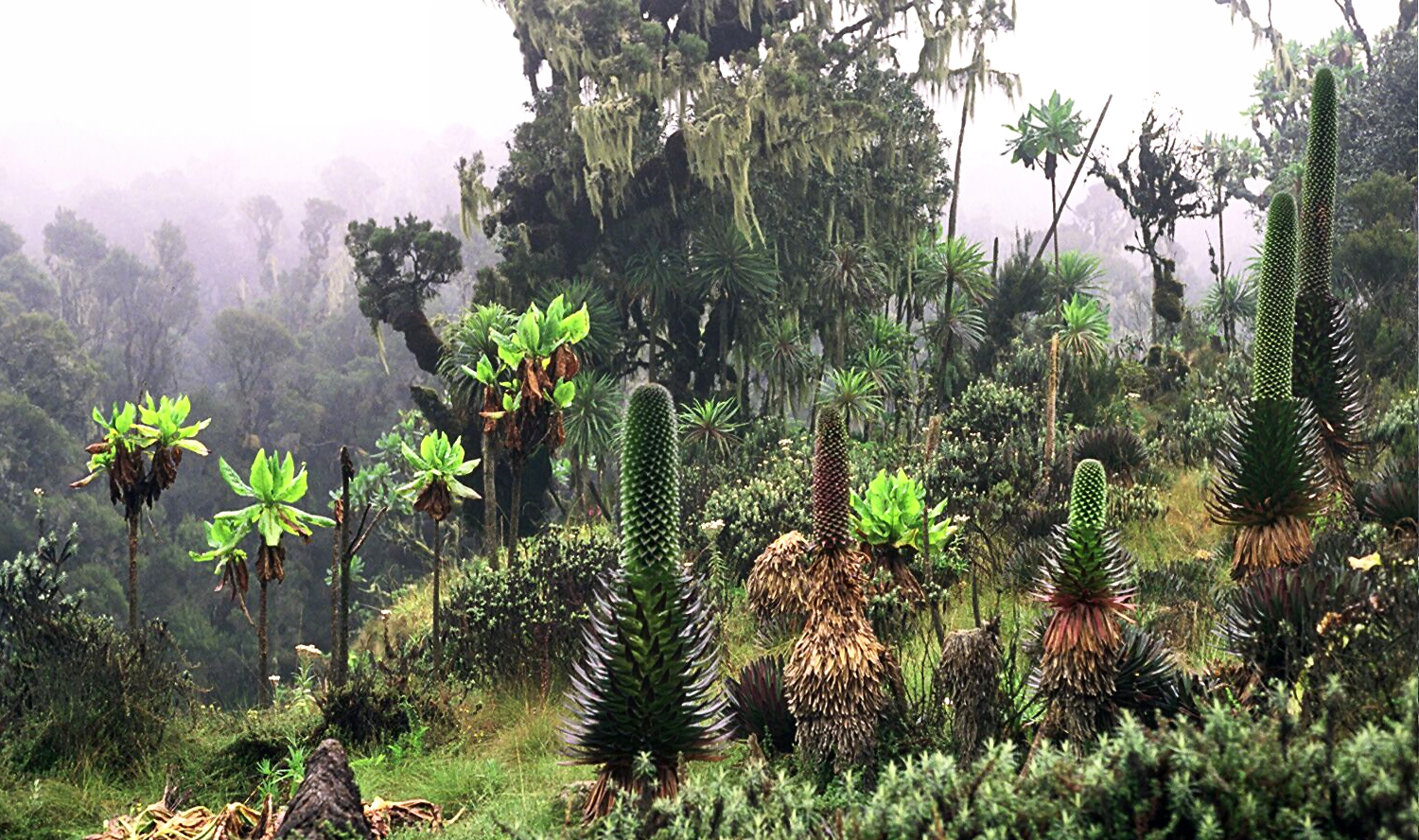
Völlig andersartig und fast ausschließlich endemisch sind die „Schopfbäume“ der subalpinen Tropen, wie hier (links mit hellgrünen Blättern) Riesen-Senecie und (mittig) Lobelien-„Kerzen“ im ostafrikanischen Ruwenzori-Gebirge

Subalpine Höhenstufe (von lateinisch sub = „unter, unterhalb“ der alpinen Höhenstufe – auch Subalpinstufe (engl. subalpine zone), in Südamerika subandine H., für afrikanische Gebirge selten sub-afroalpin und allgemein vereinzelt subalpine Vegetationsstufe, Waldgrenz- oder Krummholzstufe) ist in der Regel die orographische Bezeichnung für die erste Vegetationshöhenstufe über der alpinen Waldgrenze. Es gibt je nach Lage des Gebirges drei unterschiedliche Definitionen:
- In den Außertropen der Nordhalbkugel ist damit meistens der extrazonale Übergangsraum zwischen Wald- und Baumgrenze – also zwischen einem geschlossenen montanen Bergwald und der baumfreien alpinen Stufe – gemeint: Die Anzahl der Bäume nimmt höhenwärts ab, ihre Wuchsformen werden kleiner und verkrüppelter und stattdessen kommen häufig strauchförmige subalpine Gehölzarten hinzu.
- In den Tropen handelt es sich um eine ausgedehnte baumfreie Gebüschzone (häufig mit großen ericoiden Sträuchern anstelle der Bäume) direkt oberhalb der Waldgrenze (separate Baumgrenze nur fragmentarisch. Anthropogen verändert?[1]).
- In den Außertropen der Südhalbkugel ist ebenfalls eine baumfreie, jedoch nur sehr schmale Gebüschzone gemeint, die sich an die scharfgezogene Waldgrenze (ohne höherliegende Baumgrenze) anschließt.

Überall breiten sich (unter humiden Bedingungen) zwischen den Gehölzen Zwergsträucher, Hochstauden- und Kräuterfluren sowie Grasmatten aus, die zur alpinen Stufe hin immer dominanter werden.
Für polare Gebirge wird keine Subalpinstufe definiert, da in den hohen Breiten bereits in der Ebene keine Gehölze wachsen können.
Die Bäume und Sträucher in der subalpinen Zone stehen unter permanenten Stressfaktoren (Ausgeprägtes Gebirgsklima mit großen Temperaturschwankungen, Frosttrocknis, hoher UV-Strahlung, starke Winde; Bodenfließen), da sie nicht mehr im Schutz eines abmildernden Waldes stehen. Pflanzen können sich durch Abhärtung vor Kältestress schützen. Ein schneller Wechsel von Frost und Tauwetter während der Vegetationsperiode beeinträchtigt diese Fähigkeit jedoch erheblich.
Die Krummholzstufe ist im Allgemeinen von steilen Geländeformen und etlichen Erhebungen geprägt. Die absolute Höhe über dem Meeresspiegel wird für jedes Gebirge nach den ökologischen Vorgaben separat festgelegt.
Von Fachautoren aus der Schweiz, in forstwirtschaftlichen Zusammenhängen und bisweilen in englischsprachiger Literatur wird der Begriff abweichend für die höchste Waldstufe verwendet, die in den Alpen von geschlossenen Fichtenwäldern (tiefsubalpin) und inselartigen Lärchen-Zirben-Wälder (hochsubalpin) gebildet wird. Die Waldgrenze gilt hier als Obergrenze der subalpinen – und nicht der hochmontanen – Stufe und die Krummholzregion wird bereits zur alpinen Stufe gezählt.
Noch mehr als bei den anderen Höhenstufen wird das Bezeichnungsdilemma bei der subalpinen Stufe deutlich: Die Bezeichnung subalpin ist für die gemäßigte Zone allgemein üblich – jedoch mit abweichenden Definitionen. Für andere Klimazonen wird die subalpine Stufe zum Teil nach der jeweiligen Zone mit verschiedenen Vorsilben versehen: Häufig ist etwa alto- oder altimediterran (Gebirge im Mittelmeerklima), obwohl diese Bezeichnung von anderen Autoren auch für die alpine Stufe (analog zu altotropisch und altodesertisch) verwendet wird. Genauso uneinheitlich wird die Vorsilbe oro-, die mehrheitlich montane Stufen bezeichnet, im Falle von orodesertisch (Wüstenklima) und insbesondere orotropisch (Gebirge in den Tropen) abweichend für subalpine Vegetation verwendet. Ebenso wird die Vorsilbe supra- in aller Regel für montane Zonen verwendet und dennoch steht suprakanarisch (siehe in der Beispielliste für den Teide auf Teneriffa) für eine subalpine Stufe.
Einige Autoren verwenden eigene Bezeichnungen – wie etwa der peruanische Geograph Javier Pulgar Vidal, der für die tropischen Anden die subalpine Stufe der Suni definierte. Der klassisch lateinamerikanische Begriff Tierra helada („kaltes Land“) steht zumeist für die alpine Region, selten differenziert für die subalpine; für die auch der Begriff Tierra subhelada existiert.

## Charakteristik

### Vorgaben

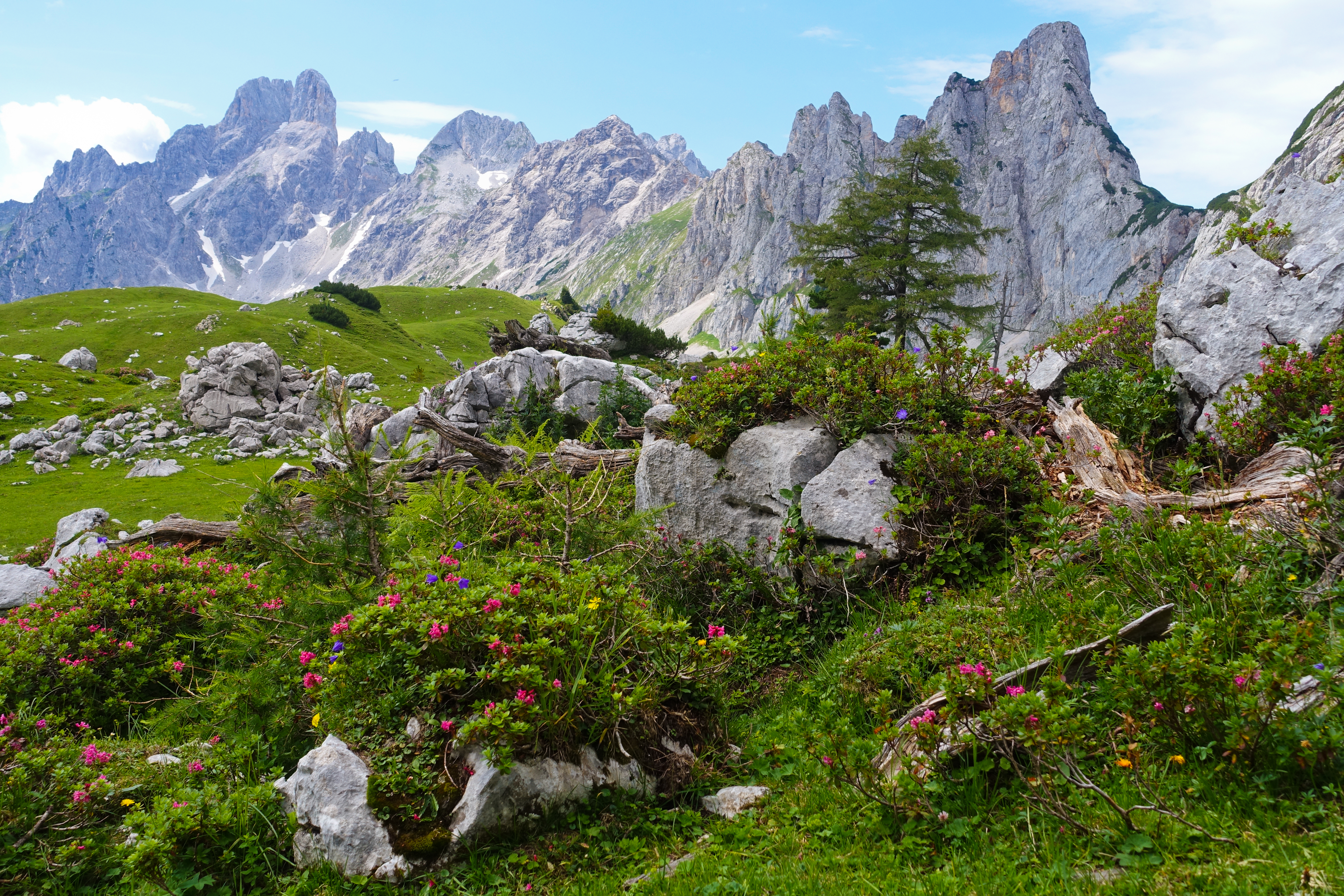
Typische subalpine Region in den Alpen: Vorn rechts naturnahe Baum-, Gebüsch- und Zwergstrauchvegetation; links dahinter beweidete Grasmatten mit vereinzelten „Gesträuchinseln“

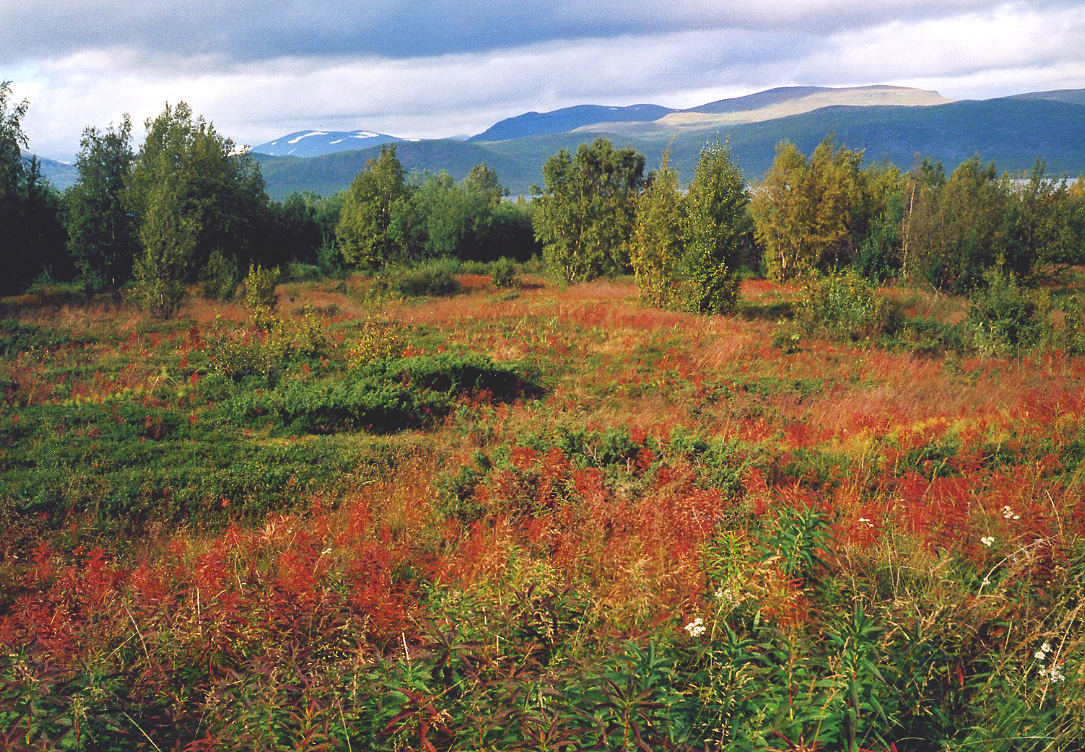
Während in den meisten nordisch-gemäßigten Gebirgen Nadelhölzer die Waldgrenze bilden, sind es in Skandinavien die Fjällbirken (hier Herbstfärbung)

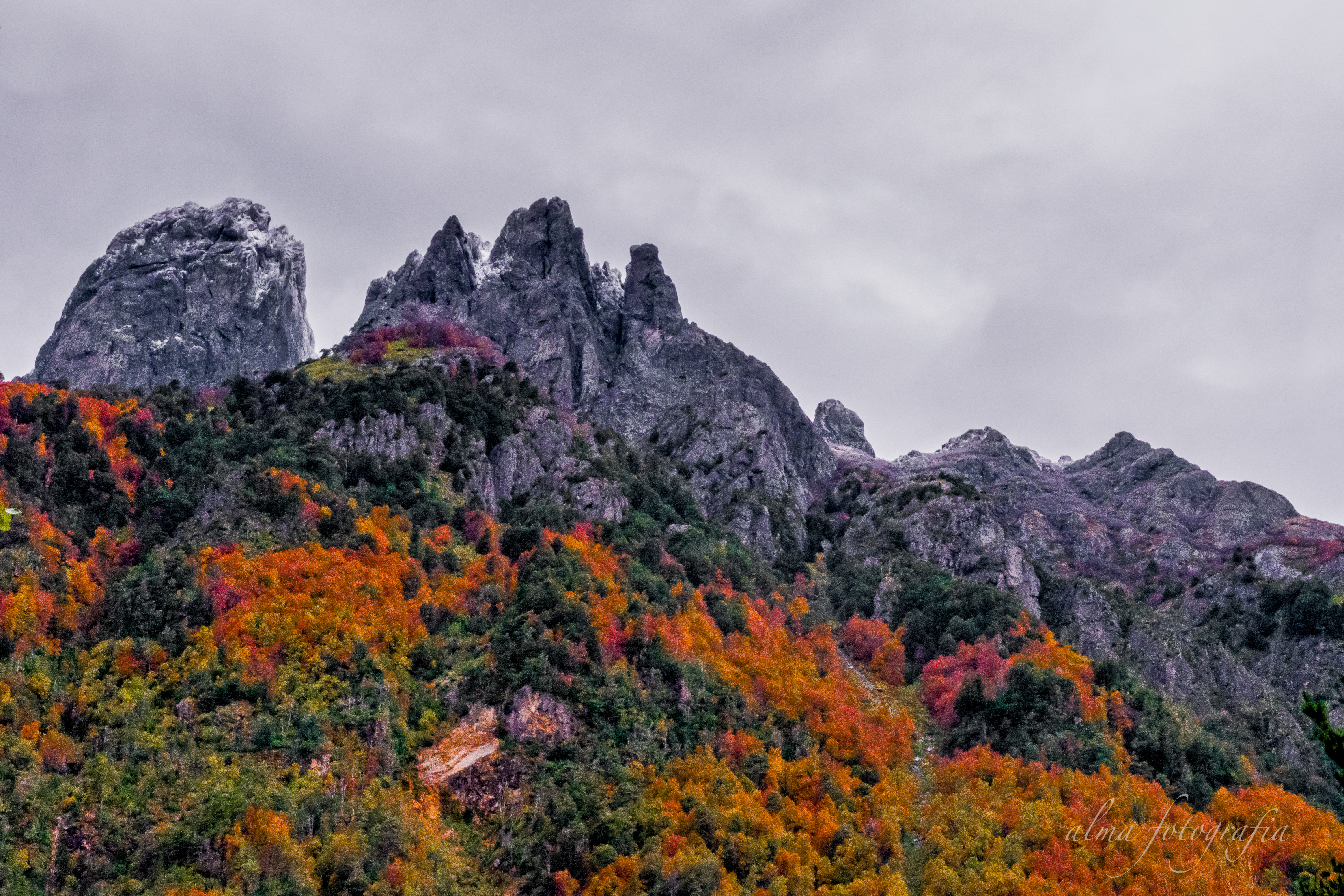
In den gemäßigten Gebirgen der Südhalbkugel bilden sommer- und immergrüne Laubhölzer überall die Waldgrenze, da es keine frostharten Nadelhölzer gibt (hier ebenfalls im Herbst)

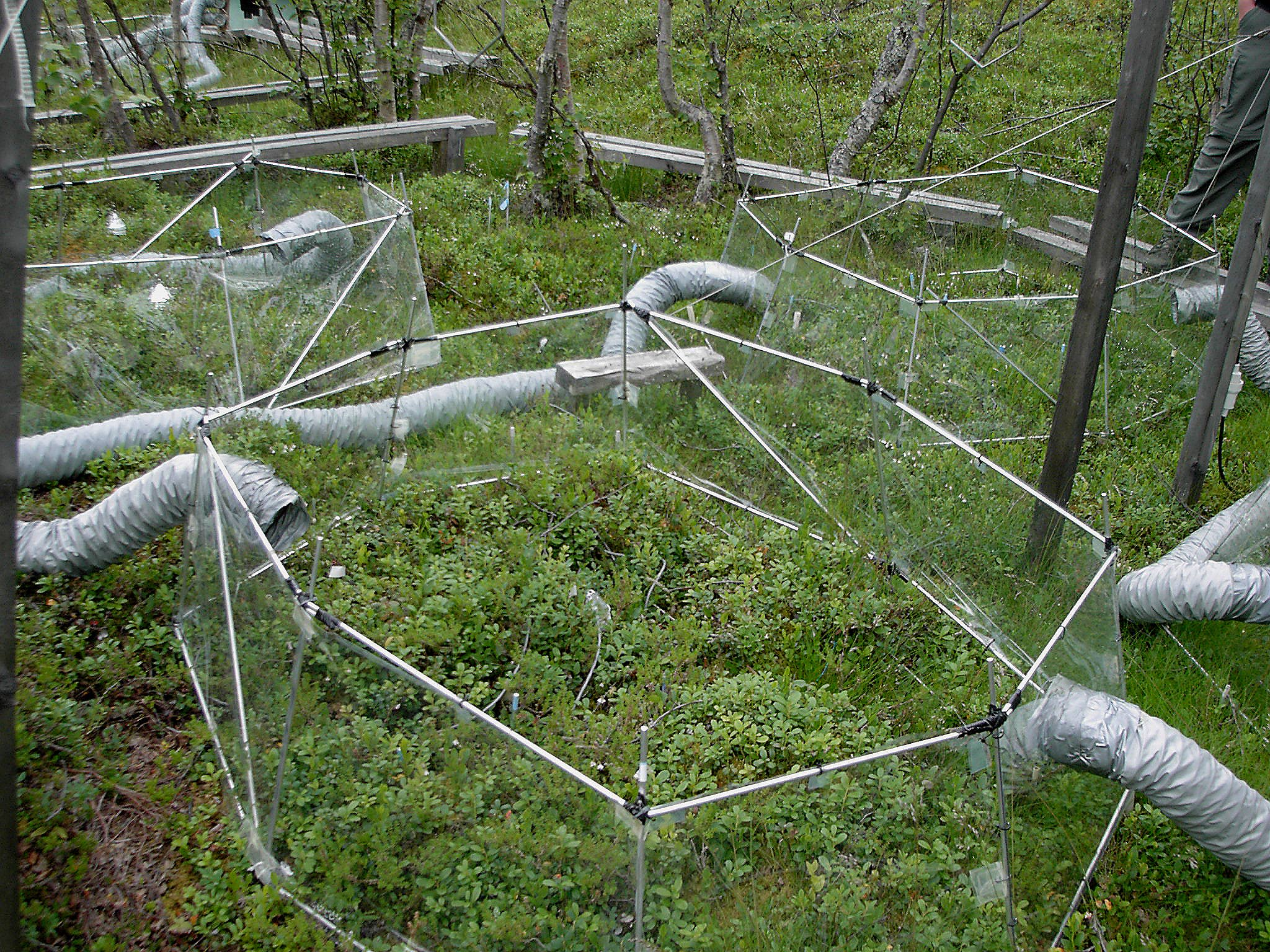
CO_{2}-Begasung von Zwergsträuchern in Lappland simuliert die Auswirkungen des Klimawandels: Verstärktes Wachstum einiger Arten und Absterben anderer ist die Folge

Die Ausbildung der subalpinen Zone ist von einer bestimmten Konstellation von Lufttemperatur und Wachstumszeit abhängig: Bis zur Waldgrenze liegt sie während der mindestens dreimonatigen Vegetationsperiode weltweit über 6 °C. Dies sind die absoluten Grenzbedingungen, bei dem Bäume wachsen können. Bei geringfügig höheren Temperaturen entsteht Kümmer- und Krüppelwuchs und die Pflanzen reifen und wachsen nicht vollständig aus. Dies geht vermutlich auch auf die bei Wurzelkälte eingeschränkte Fähigkeit zur Aufnahme und den Transport von Wasser und Nährstoffen zurück. Demnach finden sich in der subalpinen Stufe höherwärts immer weniger Standorte mit ausreichender Wärme für Bäume.
Die Tatsache, dass die Baumgrenze in den südhemisphärischen Gebirgen 200–300 Höhenmeter tiefer als erwartet bei Temperaturen von maximal 8,9° bis 9,5° C liegt, wird mit fehlenden kälteverträglichen Nadelbäumen erklärt, beziehungsweise mit einer durch die Evolution noch nicht besetzten ökologischen Nische.
Die Breite und Ausprägung der subalpinen Höhenstufe (klare Grenze oder fließender Übergang) sowie die Höhenlage ist unterschiedlich und wird heute vielfach vom Menschen beeinflusst.
In den europäischen Hochgebirgen zerfällt der geschlossene Bergwald (ohne anthropogene Einflüsse; demnach nur noch stellenweise) in Waldinseln, zwischen denen Zirbelkiefern und Lärchen in niedrigem Bergkieferngebüsch wachsen. Weiter aufwärts wächst nur noch das Kieferngebüsch (auch Legföhren- oder Latschengebüsch genannt) mit vereinzelten, krüppelwüchsigen Bäumen, auf Silikat auch Grünerlen-Bestände. In den Ostalpen beginnt die subalpine Stufe in 1500 bis 2000 m und reicht bis 2500 oder 2800 m.
Aufgrund der höhenwärtigen Niederschlagszunahme bei außertropischen Gebirgen sind hochmontane Wälder und subalpines Krummholz selbst in kontinentalen Klimaten zu finden, die in der Ebene nur baumfreie Steppe oder Halbwüste zulassen. Lediglich in Gebirgen voll-arider warmer Klimate fehlt die montane Waldvegetation und somit auch die Übergangsstufe. Dies gilt ebenso für polare Gebirge. In den trockenen Subtropen sind häufig auch Dornpolsterformationen und verschiedene immergrüne Sträucher oder kleine Nadelgehölze (z. B. Wacholder) zwischen Grasfluren anzutreffen, in den Tropen ericoider Gebüschwald (kleinblättrig, hartlaubig, immergrün – etwa Baumheide oder Rhododendren), Baumfarne und andere „Schopfbäume“ zwischen hochwüchsigen Horstgräsern, oder aber windgeformter Elfenwald – als Obergrenze der tropisch-feuchten Nebelwälder. Völlig anders sind die Verhältnisse in den außertropischen Gebirgen der Südhalbkugel: Dort ist praktisch keine echte subalpine Übergangsstufe ausgebildet – Wald- und Baumgrenze fallen zusammen. Die Grenze der Krummholzzone besteht dort nicht aus speziell angepassten Bäumen wie im Norden, sondern aus den gleichen laubabwerfenden Laubbäumen wie in der montanen Stufe; indes werden sie höhenwärts immer kleiner und bilden einen „Zwergwald“, der an de Waldgrenze abrupt endet.
Auf den ersten Blick besteht eine große Ähnlichkeit der subalpinen (nordhemisphärischen) Krummholzregion mit der Waldtundra der subarktischen Klimazone. Die Bedingungen verschiedener Gebirge weisen allerdings aufgrund spezieller klimatischer Bedingungen – insbesondere der Richtung Äquator zunehmend abweichenden Sonneneinstrahlung – und einer jeweils eigenen (isolierten) Stammesgeschichte des Arteninventars deutliche Unterschiede auf, die oberhalb der (thermischen) Waldgrenze in den Subtropen und Tropen besonders deutlich sind.
Die subalpinen Regionen (der Nordhalbkugel) mit reichlich Zwergsträuchern und Gräsern gehören zum Lebensraum verschiedener Säugetiere wie Murmeltiere, Erdhörnchen, Taschenratten und Wühlmäuse (z. B. Berglemming in Nordeuropa), die in großen Kolonien leben und zum Teil weitverzweigte Gangsysteme anlegen. Sie haben erhebliche Auswirkungen auf Relief und Vegetation der subalpinen bis alpinen Stufe in den Außertropen. In Verbindung mit Regen- und Schmelzwasser sorgen sie für eine bessere Bodendurchmischung und somit für eine üppigere Vegetation. Zudem steht auch die Krummholzregion – wenn auch nur stellenweise – noch unter dem Einfluss nivaler Prozesse wie Lawinen, Muren, Frostverwitterung oder dem Bodenfließen, sodass sie geomorphologisch gesehen noch Teil der Solifluktionsstufe ist.

## Weitere Informationen
Die große Vielfalt an Bodenstrukturen durch abiotische Faktoren (Wasser, Frost, Wind), Pflanzenformationen (Bäume, Sträucher, Kräuter, Gräser), die für ein dichtes Nebeneinander besonnter und beschatteter, feuchterer und trockenerer Bereiche sorgen, sowie Einflüssen durch Tiere, führen zu einem großen Reichtum an ökologischen Nischen, die sich in einer schlagartig zunehmenden Artenvielfalt und Biodiversität im Krummholzgürtel oberhalb der Waldgrenze äußern.

## Anthropogener Einfluss

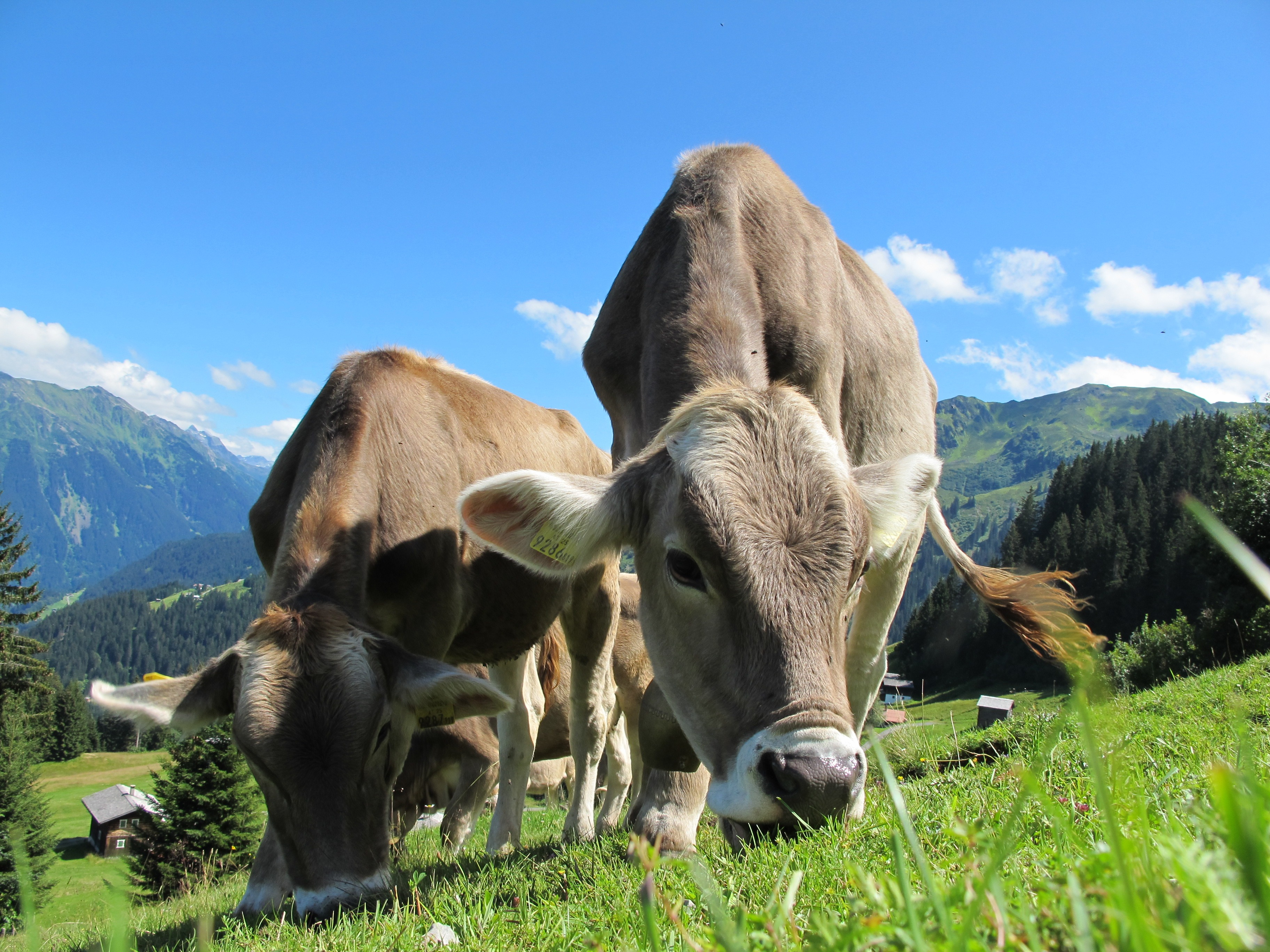
Rodung für Weiden und Viehverbiss haben das Aussehen der subalpinen Zonen vieler Gebirge deutlich verändert

In den vielen Gebirgen der Erde wird der subalpine Bereich seit Jahrhunderten vor allem als Viehweide genutzt, die die Waldgrenze in unterschiedlichem Maß talwärts verschoben hat. Der Charakter dieses Raumes – der der zeitweilig genutzten Subökumene zugerechnet wird – gleicht heute vielfach parkartigen Hudelandschaften mit großen Graslandflächen, inselartigen Krummholz- und Zwergstrauchflächen (z. B. Alpenrosen-Fluren) sowie einzelnen, alten Bäumen.
Über die landwirtschaftliche Nutzung hinaus unterliegen viele subalpine Regionen weltweit heute einem zunehmenden ökologischen Fußabdruck des Menschen: Vor allem die touristische Erschließung – zumeist für den Wintersport – sowie Bergbauprojekte und der Ausbau der Infrastruktur zerstören naturnahe Strukturen. Darüber hinaus gefährdet der Klimawandel die sehr kleinflächigen und empfindlichen Ökosysteme zwischen Wald- und Baumgrenze mit ihren speziell angepassten Arten in besonderem Maße: Steigende Temperaturen fördern etwa die Verbuschung und die Ausbreitung des (artenärmeren) Waldes; vielen subalpinen Pflanzenarten hingegen gelingt die „Flucht nach oben“ nicht schnell genug. Hinzu kommen verstärkte Extremwetterereignisse – wie etwa Lawinen, Bergrutsche, Starkregen oder Dürre –, die die Vegetation unter Stress setzen.

## Beispiele für Höhenfestlegungen und ursprüngliche Vegetation
Die Festsetzung der Unter- und Obergrenze des Krummholzgürtels ist – unbeeinflusste natürliche Bedingungen vorausgesetzt – im Vergleich zu der montanen oder kollin-planaren Höhenstufe vergleichsweise einfach, da Wald- und Baumgrenzen klar ersichtlich sind. Wie die folgende Tabelle zeigt, liegen die Unterschiede in der Zusammensetzung der Pflanzengesellschaften, die umso deutlicher von der vergleichbaren globalen Waldtundrenzone abweichen, je weiter das Gebirge von den Polen entfernt ist. In gleicher Weise nimmt die Anzahl endemischer Arten, die ausschließlich in einem begrenzten Gebirgsraum vorkommen, in Richtung Tropen zu.
| Ökozone                                | Gebirge/Region (Land)                                                | von         | bis         | (abweichender Stufenname) Vegetation                                           |
| -------------------------------------- | -------------------------------------------------------------------- | ----------- | ----------- | ------------------------------------------------------------------------------ |
| Polare Zone                            | Brooks Range (Alaska, Vereinigte Staaten)                            | ./.         | 600 m       | (planar-kollin-montan-alpine*) Tundra                                          |
| Boreale Zone                           | Chugach Mountains (Alaska, Vereinigte Staaten)                       | 600 m       | 700/900 m   | (subalpin-oroboreal) Koniferen-Krummholz mit Hochstaudenflur und Strauchtundra |
| Boreale Zone                           | Zentrales Kamtschatka-Gebirge (Russland)                             | 800/900 m   | 850/1000 m  | Grünerlen-Gebüsch                                                              |
| Feuchte Mittelbreiten                  | Harz (Deutschland)                                                   | 800 m       | 1000 m      | Ebereschen-Fichtengehölze, Zwergstrauchheide mit Krüppelfichten                |
| Feuchte Mittelbreiten                  | Nördliche Appalachen (New York, Vereinigte Staaten)                  | 1300        | 1400 m      | Krummholz von Rotfichte und Balsamtanne mit Laubholz-Sträuchern                |
| Feuchte Mittelbreiten                  | Westhänge der Southern Alps (Südinsel, Neuseeland)                   | 800 m       | 1150/1500 m | Gebüschformationen                                                             |
| Immerfeuchte Subtropen                 | Ruapehu (Nordinsel, Neuseeland)                                      | 1530 m      | 1600/1630 m | Sträucher, Rosettenkräuter und Polster                                         |
| Feuchte Mittelbreiten                  | Nördliche Schweizer Alpen                                            | 1800/1900 m | 2000 m      | Fichten, Lärchen und Zirbelkiefern in Zwergstrauchheiden                       |
| Winterfeuchte Subtropen                | Südliche Seealpen (Frankreich)                                       | 1600/1800 m | 2200/2300 m | Gebirgsnadelwald, Krummholz, Zwergstrauchheide                                 |
| Winterfeuchte Subtropen                | West-Kaukasus (Georgien)                                             | 1900 m      | 2400/2500 m | Krummholz mit Rhododendren u. Mehlbeeren, sowie Hochstaudenflur                |
| Winterfeuchte Subtropen                | Teide-Nordhang (Teneriffa)                                           | 2000 m      | 2700 m      | (suprakanarisch) Teideginster-Gebüsch                                          |
| Tropisch / subtropische Trockengebiete | Drakensberge (Lesotho, Südafrika)                                    | 1830 m      | 2865 m      | Gebirgs-Fynbos-Strauchvegetation                                               |
| Trockene Mittelbreiten                 | Rocky Mountains in Colorado (Vereinigte Staaten)                     | 3000 m      | 3500 m      | (Subalpine / Hudsonian) offener Gebirgsnadelwald                               |
| Immerfeuchte Tropen                    | Kinabalu (Borneo, Malaysia)                                          | 2600/2800 m | 3700 m      | Ericoide Sträucher und Kräuterflur                                             |
| Immerfeuchte Subtropen                 | Yushan (Taiwan)                                                      | 3400 m      | 3500/3700 m | Wacholderwald und -Buschland                                                   |
| Trockene Mittelbreiten                 | Schugnankette (Tadschikistan)                                        | 3100/3200 m | 3700/3800 m | Hochland-Wüstensteppen                                                         |
| Sommerfeuchte Tropen                   | Kilimandscharo-Südabdachung (Tansania)                               | 2800 m      | 3900 m      | Ericoides Gebüsch                                                              |
| Tropisch / subtropische Trockengebiete | Nanga Parbat Südabdachung (Pakistan)                                 | 3400/3800 m | 3800/3900 m | Wacholder, Birkenkrummholz, Fichten                                            |
| Immerfeuchte Tropen                    | Äquatoriale Anden-Ostabdachung (Venezuela, Kolumbien, Ecuador, Peru) | 3000/3500 m | 3500/4200 m | (Tierra subhelada) Elfenwald oder Subpáramo                                    |
| Sommerfeuchte Tropen                   | Sierra Nevada (Mexiko)                                               | 4000 m      | 4000/4300 m | (subalpine Tierra helada) Gebüsch- und Grasland                                |

*) = In den Polargebieten gibt es keine ausschließlich subalpine Pflanzenformation, da bis in alpine Höhen Tundra oder Kältewüste vorherrscht